# Korps Hela
Das Korps Hela (auch Generalkommando Hela) war ein deutsches Armeekorps der Wehrmacht im Zweiten Weltkrieg. Das Korps existierte nur wenige Wochen in der Endphase des Krieges und war ausschließlich auf der Halbinsel Hela in Westpreußen stationiert. Kommandeur war General der Infanterie Specht.

## Geschichte
Das Korps Hela wurde am 16. März 1945 auf der Halbinsel Hela zusammengestellt. Die Halbinsel Hela war für die Wehrmacht äußerst wichtig, denn von dort wurden in den letzten Kriegsmonaten die meisten Truppen und Flüchtlinge per Schiff in den Westen evakuiert (Unternehmen Hannibal).
Am 12. April 1945 wurden dem Korps die 7. Panzer-Division, die 4. SS-Polizei-Panzergrenadier-Division, die 83., die 203. Infanterie-Division und die 31. Volksgrenadier-Division unterstellt. Ab dem 6. Mai 1945 verteidigte nur noch die 31. Volksgrenadier-Division den Zugang zur Halbinsel und die 203. Infanterie-Division den Rest der Küsten. Alle anderen Verbände waren in den Westen evakuiert worden. Der Gegner des Korps war die sowjetische 19. Armee, die sich mit der 18. und 27. Schützendivision vor dem Eingang der Halbinsel befand. Das Korps Hela kapitulierte am 8. Mai 1945. Zu diesem Zeitpunkt befanden sich noch etwa 60.000 Soldaten und einige Flüchtlinge auf Hela.

## Übergeordnete Verbände
| Armee            | Heeresgruppe      | Stadt/Region   | Anfang        | Ende          |
| ---------------- | ----------------- | -------------- | ------------- | ------------- |
| 2. Armee         | Heeresgruppe Nord | Halbinsel Hela | 16. März 1945 | 7. April 1945 |
| Armee Ostpreußen | OKH               | Halbinsel Hela | 7. April 1945 | 8. Mai 1945   |

## Kommandanten
| Rang                   | Name                | Anfang        | Ende        |
| ---------------------- | ------------------- | ------------- | ----------- |
| General der Infanterie | Karl Wilhelm Specht | 16. März 1945 | 8. Mai 1945 |